# Río Ciruelo, Santiago Amoltepec
Río Ciruelo är en ort i Mexiko.   Den ligger i kommunen Santiago Amoltepec och delstaten Oaxaca, i den sydöstra delen av landet, 400 km sydost om huvudstaden Mexico City. Río Ciruelo ligger 1 224 meter över havet och antalet invånare är 452.
Terrängen runt Río Ciruelo är bergig västerut, men österut är den kuperad. Runt Río Ciruelo är det glesbefolkat, med 13 invånare per kvadratkilometer. Närmaste större samhälle är Llano Nuevo, 8,2 km sydväst om Río Ciruelo. I omgivningarna runt Río Ciruelo växer huvudsakligen savannskog.